# Wieraciei
Wieraciei (biał. Верацеі; ros. Веретеи, Wierietiei) – wieś na Białorusi, w obwodzie witebskim, w rejonie dokszyckim, w sielsowiecie Biehomla. W 2019 roku była niezamieszkana.